# Orthotylus flavinervis
Orthotylus flavinervis är en insekt som beskrevs 1856 av Carl Ludwig Kirschbaum. Arten ingår i släktet Orthotylus och familjen ängsskinnbaggar.
Orthotylus flavinervis förekommer främst i tempererade delar av Centraleuropa och Storbritannien och sträcker sig norrut till södra Sverige, Norge och Finland. Det finns enstaka nordligare rapporter.
Artens livsmiljö är strandskogar och översvämningsskogar vid söt- eller brackvatten.